# Rohr (Türingia)
Rohr település Németországban, azon belül Türingiában. Lakosainak száma 905 fő (2023. december 31.). Rohr Dillstädt és Belrieth községekkel határos.

## Népesség
A település népességének változása:
| Lakosok száma | 951  | 946  | 911  | 911  | 905  |
|               | 2017 | 2019 | 2021 | 2022 | 2023 |